# Sulfure de gallium(II)
Le sulfure de gallium(II), GaS, est un composé chimique du gallium et du soufre. La forme normale du sulfure de gallium(II) préparé à partir des éléments simples a une structure en couche hexagonale contenant des unités Ga24+ qui ont une distance Ga-Ga de 248 pm. Cette structure en couche est similaire à celle de GaTe, GaSe et InSe. Une forme métastable inhabituelle, avec une structure wurtzite déformée produite par MOCVD a été signalée. Les précurseurs organométalliques étaient les di-tert-butyl gallium dithiocarbamates, par exemple GatBu2(S2CNMe2), le dépôt étant effectué sur du GaAs. La structure du GaS produit de cette façon est probablement Ga2+ S2−.
Les mono-couches de sulfure de gallium sont des semi-conducteurs bidimensionnels dynamiquement stables, dans lesquels la bande de valence a une forme de chapeau mexicain inversé, conduisant à une transition de Lifshitz lorsque le dopage en trous est accru.